# Henry Brandon (juge)
Henry Vivian Brandon, baron Brandon d'Oakbrook, (3 juin 1920 - 24 mars 1999) est un juge britannique.

## Jeunesse et carrière
Brandon est né à Worthing, Sussex, le plus jeune fils du capitaine Vivian Ronald Brandon et de Joan Elizabeth Maud Simpson. Il fait ses études à Durston House, au Winchester College et au King's College de Cambridge, où il étudie les classiques. Ses études sont interrompues par la Seconde Guerre mondiale. Il s'engage dans l'Artillerie royale et obtient la Croix militaire pour avoir dirigé des tirs d'artillerie derrière les lignes de Vichy à Madagascar.
Après la guerre, il retourne à Cambridge, obtenant son diplôme avec une première en droit en 1946. La même année, il est admis au barreau par l'Inner Temple en 1946. Il exerce au sein de la division des successions, du divorce et de l'amirauté de la Haute Cour, devenant ainsi le seul homme du barreau à développer une pratique dans les trois domaines. Il a été nommé conseiller de la reine en 1961.

## Carrière judiciaire
Brandon est nommé à la Haute Cour en 1966, à l'âge de quarante-six ans, et est affecté à la Division des successions, divorce et amirauté, où il est le seul juge de l'Amirauté. Il reçoit le titre de chevalier coutumier la même année. En 1971, la Division est transformée en Division de la famille en vertu de la Loi de 1970 sur l'administration de la justice et sa compétence en matière d'amirauté est transférée à la Division du Banc de la Reine. Brandon reste avec la nouvelle division de la famille, bien qu'il ait siégé en tant que «juge supplémentaire de la division du banc de la reine» en détachement de la division de la famille.
Brandon est nommé lord juge d'appel en 1978 et est admis au Conseil privé. Le 24 septembre 1981, il est nommé Lord of Appeal in Ordinary et créé pair à vie avec le titre de baron Brandon d'Oakbrook, de Hammersmith dans le Grand Londres. En 1991, il prend sa retraite du service judiciaire.

## Famille
Brandon épouse Jeanette Janvrin, secrétaire privée, nommée secrétaire parfaite de Grande-Bretagne en 1953, le 28 décembre 1955. Ils ont trois fils et une fille. Lady Brandon est décédée en 2018 .